# CDS/ISIS
CDS/ISIS è un software per sistemi di conservazione e recupero dell'informazione sviluppato, mantenuto e distribuito dall'UNESCO.
È stato distribuito per la prima volta nel 1985 e da allora sono state create oltre 20000 licenze dall'UNESCO e dalla rete mondiale di distributori. È particolarmente adatto ad applicazioni bibliografiche e per gestire i cataloghi di biblioteche, sia piccole che medio/grandi. Sono state prodotte versioni in arabo, cinese, inglese, francese, tedesco, italiano, portoghese, russo, spagnolo e molte altre lingue. L'UNESCO rende disponibile il software gratuitamente per scopi non commerciali, benché ai distributori sia concesso di farsi rimborsare le spese.
Il nome CDS/ISIS è un acronimo che sta per Computerised Documentation Service / Integrated Set of Information Systems. "Il pacchetto è concesso alle biblioteche dei paesi in via di sviluppo come software per lo sviluppo di sistemi informativi" (dal 2003).
In principio CDS/ISIS girava sui computer mainframe di IBM ed era stato scritto alla metà degli anni '70 sotto la direzione/coordinamento di Giampaolo Del Bigio per l'UNESCO Computerized Documentation Syatem (CDS). Era basato sulle incorporate ISIS (Integrated Set of Information Systems) dell'Organizzazione internazionale del lavoro di Ginevra.

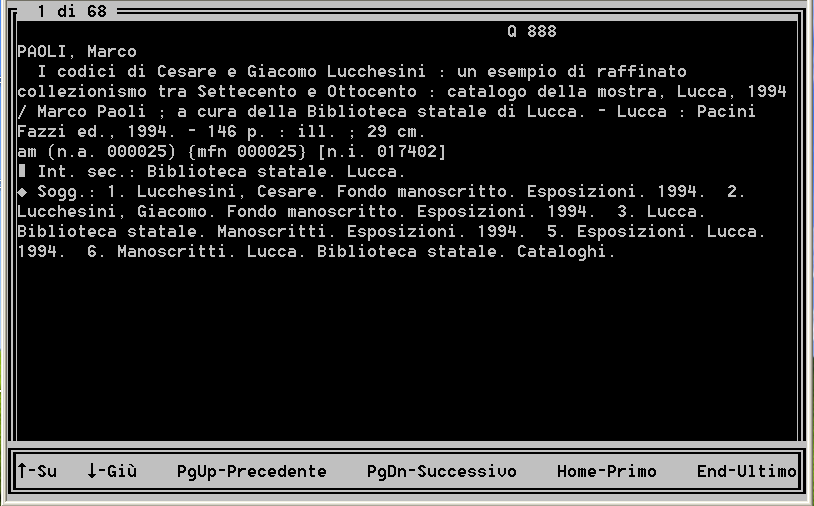
Visualizzazione di una notizia bibliografica in CDS ISIS per MS DOS. La schermata è completamente impostata sul modello delle schede bibliografiche cartacee.

Nel 1985 fu prodotta una versione per mini e microcomputers scritta in Pascal. Girava su PC IBM con MS-DOS. WINISS, la versione per Windows, per la prima volta mostrata nel 1995, può funzionare su un singolo computer o in rete LAN.
Il componente client/server JavaISIS permetteva il collegamento a un DBMS remoto via Internet ed era disponibile per Windows, GNU/Linux e Macintosh. Successivamente GenISIS permette di produrre forms Web HTML per ricerche sul database CDS/ISIS.
Le ISIS_DLL forniscono le API per lo sviluppo di applicativi basati su CDS/ISIS.
In Italia era distribuito da DBA (Associazione per la documentazione le biblioteche e gli archivi). DBA era un'associazione non-profit, nata nel 1990 con lo scopo di diffondere i sistemi informativi per la documentazione, le biblioteche, gli archivi e promuovere ricerche, nuove applicazioni e interventi di formazione.